# Prionostemma fuscamaculata
Prionostemma fuscamaculata is een hooiwagen uit de familie Sclerosomatidae.